# Delvin Alfonzo
Delvin José Alfonzo Briceño (Puerto Ordaz, Estado Bolívar; 4 de septiembre de 2000) es un futbolista venezolano que juega como lateral en Águilas Doradas de la Categoría Primera A de Colombia. Es internacional con la Selección de Venezuela.

## Carrera en clubes

### Chicó de Guayana
Comenzó a tener su primeros juegos siendo dirigido por Rubén Yori en el Chicó de Guayana de la Segunda División de Venezuela. Con lo demostrado entre las divisiones menores y el equipo profesional le valen para ir al Boyacá Chicó en la primera división del fútbol colombiano, con la aprobación de Eduardo Pimentel, propietario de ambos  clubes.

### Boyacá Chicó
Inició su carrera internacional en el Boyacá Chicó de la Categoría Primera B de Colombia, con el cual debuta el 12 de agosto de 2019. En 2022 se corona como campeón del torneo de ascenso ante Atlético Huila. El 21 de septiembre de 2023 anota su primer gol como profesional en la victoria 2-1 ante Junior. Con el equipo ajedrezado ascendió en tres oportunidades.

### Millonarios
El 21 de diciembre de 2023 se confirma su llegada a Millonarios. Firma por 3 años luego de que tanto el cuadro ‘embajador’ como él pagarán la cláusula de recesión al Boyacá Chicó.Gana su primer título profesional al ganar la Superliga de Colombia ante el Junior de Barranquilla, jugando desde el arranque y un óptimo rendimiento.

### Águilas Doradas
El 28 de julio de 2025 se confirma su llegada a Águilas Doradas en condición de préstamo desde Millonarios.

## Selección
Alfonzo estuvo preseleccionado para disputar la Copa América 2024, al momento de dar el listado definitivo salió de convocatoria.
El 26 de agosto de 2024, Alfonzo es convocado por primera ocasión a la Selección de fútbol de Venezuela para afrontar la doble fecha de eliminatorias ante Bolivia y Uruguay. El 1 de octubre de 2024 es convocado nuevamente para los partidos frente a Argentina y Paraguay.
| 1 | Bolivia   | 4-0  | 5 de septiembre de 2024  | Eliminatoria mundialista | No |
| 2 | Uruguay   | 0-0  | 11 de septiembre de 2024 | Eliminatoria mundialista | No |
| 3 | Argentina | 1-1  | 10 de octubre de 2024    | Eliminatoria mundialista | No |
| 4 | Paraguay  | 2-1  | 10 de octubre de 2024    | Eliminatoria mundialista | No |
| 5 | Ecuador   | 1- 2 | 21 de marzo de 2025      | Eliminatoria mundialista | No |
| 6 | Perú      | 1- 0 | 25 de marzo de 2025      | Eliminatoria mundialista | No |

## Estadísticas
Actualizado al último partido jugado el 24 de febrero de 2025.
| Club                         | Div.          | Temporada     | Liga  | Liga  | Copas | Copas | Internacional | Internacional | Total | Total |
| Club                         | Div.          | Temporada     | Part. | Goles | Part. | Goles | Part.         | Goles         | Part. | Goles |
| ---------------------------- | ------------- | ------------- | ----- | ----- | ----- | ----- | ------------- | ------------- | ----- | ----- |
| Chicó de Guayana · Venezuela | 2.            | 2018          | 1     | 0     | -     | -     | -             | -             | 1     | 0     |
| Chicó de Guayana · Venezuela | Total club    | Total club    | 1     | 0     | 0     | 0     | 0             | 0             | 1     | 0     |
| Boyacá Chicó · Colombia      | 2.ª           | 2019          | 7     | 0     | 0     | 0     | -             | -             | 7     | 0     |
| Boyacá Chicó · Colombia      | 1.ª           | 2020          | 11    | 0     | 2     | 0     | -             | -             | 13    | 0     |
| Boyacá Chicó · Colombia      | 2.ª           | 2021          | 18    | 0     | -     | -     | -             | -             | 18    | 0     |
| Boyacá Chicó · Colombia      | 1.ª           | 2021          | 8     | 0     | 2     | 0     | -             | -             | 10    | 0     |
| Boyacá Chicó · Colombia      | 2.ª           | 2022          | 44    | 0     | 2     | 0     | -             | -             | 46    | 0     |
| Boyacá Chicó · Colombia      | 1.ª           | 2023          | 43    | 1     | 0     | 0     | -             | -             | 43    | 1     |
| Boyacá Chicó · Colombia      | Total club    | Total club    | 131   | 1     | 6     | 0     | 0             | 0             | 137   | 1     |
| Millonarios · Colombia       | 1.ª           | 2024          | 38    | 0     | 3     | 0     | 4             | 0             | 45    | 0     |
| Millonarios · Colombia       | 1.ª           | 2025          | 5     | 0     | 0     | 0     | 0             | 0             | 5     | 0     |
| Millonarios · Colombia       | Total club    | Total club    | 43    | 0     | 3     | 0     | 4             | 0             | 50    | 0     |
| Total carrera                | Total carrera | Total carrera | 175   | 1     | 9     | 0     | 4             | 0             | 188   | 1     |

### Selección nacional
| Selección          | Año               | Eliminatorias Mundialistas | Eliminatorias Mundialistas | Amistosos | Amistosos | Copa América | Copa América | Copa Mundial | Copa Mundial | Total | Total |
| Selección          | Año               | Part.                      | Goles                      | Part.     | Goles     | Part.        | Goles        | Part.        | Goles        | Part. | Goles |
| ------------------ | ----------------- | -------------------------- | -------------------------- | --------- | --------- | ------------ | ------------ | ------------ | ------------ | ----- | ----- |
| Venezuela Absoluta | 2024              | 0                          | 0                          | --        | --        | --           | --           | --           | --           | 0     | 0     |
| Venezuela Absoluta | 2025              | 0                          | 0                          | --        | --        | --           | --           | --           | --           | 0     | 0     |
| Venezuela Absoluta | Total             | 0                          | 0                          | --        | --        | --           | --           | --           | --           | 0     | 0     |
| Total en Colombia  | Total en Colombia | 0                          | 0                          | 0         | 0         | 0            | 0            | 0            | 0            | 0     | 0     |

## Palmarés

### Campeonatos nacionales
| Título                | Club         | Año  |
| --------------------- | ------------ | ---- |
| Categoría Primera B   | Boyacá Chicó | 2022 |
| Superliga de Colombia | Millonarios  | 2024 |